# Foho Erikslau
Der Foho Erikslau (deutsch Berg Erikslau) ist ein Berg in der osttimoresischen Gemeinde Aileu, Osttimor. Er befindet sich im Suco Seloi Malere, an der Grenze zwischen den Aldeia Cotbauru und Hularema, am Rand der Gemeindehauptstadt Aileu. Auf ihm stehen je ein Sendemast der Timor Telecom und der Telkomsel.